# 伏見ひろゆき
伏見 ひろゆき（ふしみ - 、1982年 - ）は、日本の小説家、ライトノベル作家。佐賀県出身。東京都在住。
2008年、『十三歳の郵便法師』で第13回角川スニーカー大賞奨励賞を受賞し、翌年『R-15 ようこそ天才学園へ!』にてデビュー。

## 作品リスト
- 角川スニーカー文庫（角川書店）
  - R-15
  - 不本意だけどハーレムです。ただしネットに限る
    - 1. ISBN 978-4-04-100584-2
    - 2. ISBN 978-4-04-100718-1
    - 3. ISBN 978-4-04-100935-2